# God's Gonna Cut You Down
"God's Gonna Cut You Down" (também conhecido como "God Almighty's Gonna Cut You Down", "God's Gonna Cut 'Em Down", "Run On" e "Sermon") é uma canção folclórica tradicional americana. Foi gravado pela primeira vez pelo grupo americano Golden Gate Quartet em 1946 e lançado pela primeira vez em 1947 pelos Jubalaires. Desde então, foi gravada em diversos gêneros, incluindo country, folk, rock alternativo, eletrônico e black metal. A letra adverte às pessoas más que eles não podem evitar o juízo final.
Como "God's Gonna Cut You Down", foi interpretada por Odetta no álbum Odetta Sings Ballads and Blues (1956); por Johnny Cash no álbum póstumo American V: A Hundred Highways (2006); Marilyn Manson também usou o título durante um lançamento de um single em 2019. "Run On" foi gravada por Elvis Presley, Tom Jones e The Blind Boys of Alabama. Foi regravada por muitos outros artistas. Uma versão de 1949 por Bill Landford & the Landfordaires foi posteriormente gravada com a canção "Run On" (1999) de Moby.

## Versão de Johnny Cash
Em 2003, Johnny Cash gravou uma versão da canção, lançada posteriormente em American V: A Hundred Highways (2006) com um arranjo bem diferente das versões gospel mais conhecidas da música. Em janeiro de 2016, esta versão da música vendeu 672 mil cópias nos Estados Unidos.
O vídeo musical foi feito para esta versão no final de 2006 — três anos após a morte de Cash —, sendo dirigido por Tony Kaye. O vídeo foi filmado inteiramente em preto e branco e apresenta vários artistas, como David Allan Coe, Patricia Arquette, Travis Barker, Peter Blake, Bono, Sheryl Crow, Johnny Depp, Dixie Chicks, Flea, Billy Gibbons, Whoopi Goldberg, Woody Harrelson, Dennis Hopper, Terrence Howard, Jay-Z, Mick Jones, Kid Rock, Anthony Kiedis, Kris Kristofferson, Amy Lee, Tommy Lee, Adam Levine, Shelby Lynne, Chris Martin, Kate Moss, Graham Nash, Iggy Pop, Lisa Marie Presley, Q-Tip, Corinne Bailey Rae, Keith Richards, Chris Rock, Rick Rubin, Patti Smith, Sharon Stone, Justin Timberlake, Kanye West, Brian Wilson e Owen Wilson.
Esta versão apareceu na série da Fox, Gotham, durante o episódio "What the Little Bird Told Him". Como canção de entrada, é usada pelo arremessador do St. Louis Cardinals, Andrew Miller; por Cody Allen, do Los Angeles Angels; e também por Brad Boxberger, do Kansas City Royals. É apresentada na campanha do jogo eletrônico, Battlefield 3 (2011), e uma versão da performance de Cash que foi remixada por Ninja Tracks, usada no trailer de Battlefield 1 (2016).

### Parada musical
| País/Parada (2008)             | Melhor posição |
| ------------------------------ | -------------- |
| Reino Unido (UK Singles Chart) | 77             |

## Versão de Marilyn Manson
Marilyn Manson gravou uma versão desta música duirante as sessões para o seu décimo album de estúdio, Heaven Upside Down, que foi lançado em 2017. A música foi tocada ao vivo várias vezes durante a tourné de suporte ao album. A versão de estúdio da música apareceu pela primeira vez no filme de  Ethan Hawke "24 Hours to Live", cuja banda sonora foi lançada pela Varèse Sarabande a 8 de Dezembro de 2017. A música foi mais tarde lançada por si só para download ou streaming a 18 de Outubro de 2019, em conjunto com uma tourné pela banda. Uma edição em vinil foi lançada a 13 de Dezembro de 2019 e limitada a 3,000 cópias.